# Uvaria littoralis
Uvaria littoralis este o specie de plante angiosperme din genul Uvaria, familia Annonaceae. A fost descrisă pentru prima dată de Carl Ludwig von Blume, și a primit numele actual de la Carl Ludwig von Blume. Conține o singură subspecie: U. l. miquelii.